# Enjambre (banda)
Enjambre es una banda mexicana de rock e indie rock originaria de Fresnillo, Zacatecas. Se encuentra integrada por los hermanos; Luis Humberto, Rafael y Julián Navejas, su primo Isaac Navejas, además de Ángel Sánchez. Javier Mejía formó parte de la agrupación hasta su salida en 2021. El grupo se estableció en 2001 en Santa Ana, California, y continuó su desarrollo de vuelta en Fresnillo, Zacatecas, y empezaron a grabar de manera profesional en 2005.
En 1994, Luis Humberto, Rafael y César Sánchez crearon un grupo llamado Los cuatro fantásticos en Fresnillo. Años más tarde al emigrar a los Estados Unidos tuvieron que abandonar el proyecto, pero una vez establecidos en California, formaron Enjambre en 2001 junto a su primo Romeo Navejas. Sin embargo, éste duraría poco más de un año en la agrupación. El nombre —Enjambre— hace alusión a un conjunto de abejas, derivado de los apellidos de los integrantes; Navejas.
Han grabado 8 álbumes de estudio: Consuelo en domingo (2005),El segundo es felino (2008), Daltónico (2010), Los huéspedes del orbe (2012), Proaño (2014), Imperfecto extraño (2017), Próximos prójimos (2020) y Noches de salón (2023). Asimismo cuentan con dos EPs: Ambrosía (2021) y Torna noches de salón (2024). Entre sus canciones más populares se encuentran: «Vida en el espejo», «Dulce soledad», «Visita», «Tercer tipo», «Manía cardíaca», «Somos ajenos», «Elemento», «Divergencia», «Cámara de faltas» «sábado perpetuo» e «Impacto». Álbumes como Daltónico y Proaño fueron certificados doble disco de oro y doble disco de platino, respectivamente, en tanto que; Los huéspedes del orbe recibió disco de platino otorgado por la Asociación Mexicana de Productores de Fonogramas y Videogramas (AMPROFON).
Fueron ganadores de tres premios Indie-O Music Awards, entre los que se encuentran; productor nuevo del año en 2010 con El segundo es felino para Julián Navejas, al año posterior ganaron banda del año y premio de la gente. También ganaron un Premio Telehit por mejor banda alternativa en 2011. Además han recibido varias nominaciones que incluyen; los premios MTV Europe Music Awards por mejor artista latinoamericano norte en 2015, a Premios Lo Nuestro por mejor álbum del año con Consuelo en domingo, artista del año y canción del año con «Biografía». En 2022, el Senado de México les otorgó un reconocimiento por su trayectoria musical, para 2024 el Congreso del Estado de Zacatecas los nombró embajadores culturales del estado. Han colaborado con artistas como Girls go ska, Estelares, Lo Blondo y No te va gustar. Por otra parte se han presentado en festivales musicales masivos tales como el Vive Latino de Ciudad de México y España, el Pa'l Norte de Monterrey.

## Historia

### 1994-1998: Inicios y Los cuatro fantásticos

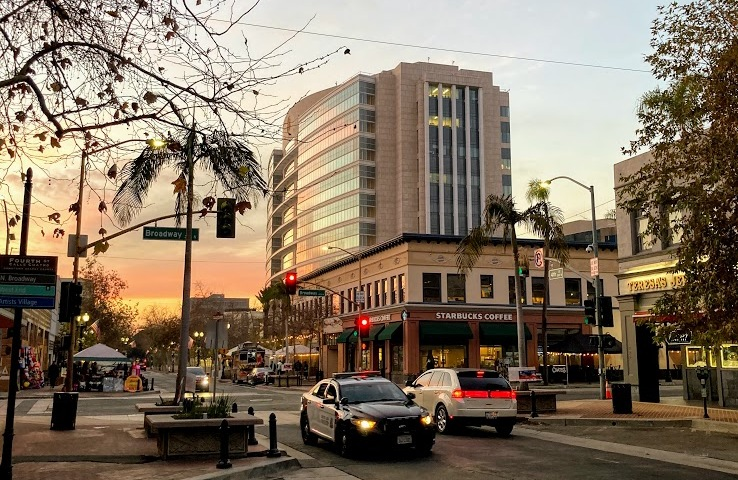
Santa Ana, California, ciudad donde nació la banda.

En 1994, estando en la escuela preparatoria en la ciudad de Fresnillo, Zacatecas, Luis Humberto, Rafael Navejas y César Sánchez, decidieron comenzar un proyecto musical, creando un grupo llamado Los cuatro fantásticos a los 15 años. Aunque solo eran tres integrantes decidieron llamarse así e incluir al cuarto miembro ficticio; la Mujer Invisible.
Empezaron tocando música punk influenciados por bandas como Nirvana, Green Day, NOFX, Rancid y 2 Minutos. El primer nombre de la banda proviene debido a que Luis Humberto solía ser fan de los cómics. A pesar de no haber logrado grabar ninguno material discográfico como Los cuatro fantásticos, si pudieron hacer presentaciones en vivo, tocando en bares y pizzerias como Domino's Pizza. En 1998, la familia Navejas emigró a los Estados Unidos, dejando atrás el grupo musical. Mientras que Luis Humberto estudiaba cine en California, él y su hermano Rafael junto a su primo Romeo Navejas fundaron Enjambre, nombre que hace alusión a su apellido tal como a un montón de abejas agrupadas.

### 2005-2008:Consuelo en domingoyEl segundo es felino
En 2004 firmaron con Oso Récords y posteriormente en 2005 lanzaron su álbum debut Consuelo en domingo, disco con influencias experimentales y de rock progresivo. Lograron vender poco, pero para ser una banda independiente les valió tres nominaciones a los Premios Lo Nuestro de 2006 con el sencillo «Biografía» a canción del año, además de artista y álbum del año y un reconocimiento en el sur de California y en México. Fue también en este año en el que Enjambre entró en crisis, Nico Saavedra y Osamu Nishitani dejaron la banda por diferencias creativas. Al final, los hermanos Navejas regresaron a México para hacer al nuevo enjambre.
En 2007, la banda ya tenía una nueva formación; Ángel Sánchez en la batería, Javier Mejía en la guitarra y el hermano menor de los Navejas, Julián en los teclados. En este año, publicaron un EP Manía cardiaca, el cual solo se vendió en conciertos ya que era un disco independiente. A finales de 2007, habían crecido muy rápido, con casi un álbum ya preparado, el sencillo «Manía cardiaca» los dio a conocer en el mundo del rock indie en México.
En el año 2008 publicaron el disco El segundo es felino, el cual los popularizó. En dicho disco participó Denise Gutiérrez, integrante de Hello Seahorse!. Dado el éxito de la banda, sus integrantes decidieron mudarse a la Ciudad de México. En este álbum se destacaron temas como «Manía cardiaca», «Ausencia de cocina», «Último tema» e «Impacto», canción a dueto con Denisse Gutiérrez. Los temas fueron sencillos que siguieron con el éxito del álbum y de la banda, el cual les dio su primera participación en el festival Vive Latino de 2009.

### 2009-2011:Daltónico

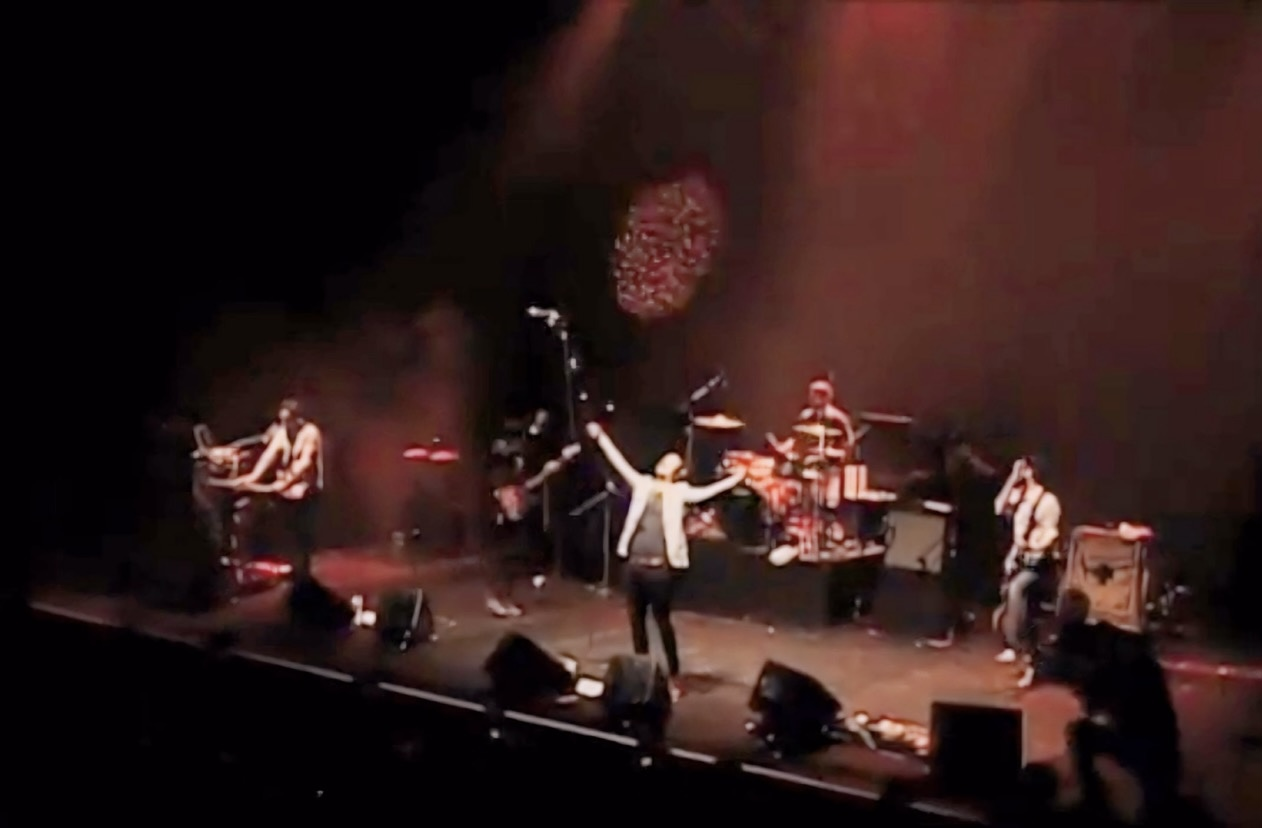
Enjambre en directo en el Tour Dáltonico en el Teatro Metropólitan.

Siendo todavía un grupo independiente, EMI se fija en ellos y los firma a finales del 2009. En 2010 lanzaron su tercer álbum titulado Daltónico, el cual fue un éxito en todo el país. Sencillos como «Dulce soledad» y «Visita» posicionaron a Enjambre en las listas de rock-pop México, aunque otros temas como «Cobarde», «Madrugada», «Enemigo» e «Intruso» destacaron. Gracias a este álbum, llegaron por primera vez al Teatro Metropolitan de la Ciudad de México e hicieron la Gira Daltónica recorriendo toda la república mexicana y parte de Estados Unidos. En 2011 lanzaron una edición especial de Daltónico, que incluyó los 13 temas originales, dos canciones inéditas y un DVD con imágenes de su presentación en el Teatro Metropólitan, realizada en junio de ese mismo año. La decisión de lanzar este material surgió al no saber qué hacer con la grabación del recital del 18 de junio. Según Luis, vocalista de la banda, en colaboración con la disquera, se consideró una buena idea ofrecer una reedición que incluyera tanto el DVD como los videoclips existentes y los dos nuevos sencillos, «Tu yugular dulce hogar» y «Amenaza».
| «Daltónico es un disco que nos ha abierto muchas puertas, como estar en el Metropólitan tan rápido o hacer duetos con diversos artistas, los cuales nos ayudan en la carrera pero no son planeado, se dan solos, y eso es lo que más nos gusta»—Javier Mejía (guitarrista) |

La banda, que en ese momento promocionaba «Dulce soledad», destacó que el DVD ofrecía el concierto grabado, en el cual contaron con la participación especial de Alejandro Marcovich —guitarrista de Caifanes—para interpretar «Estas dormida». Gracias a la aceptación del público, Enjambre anunció que su Tour Daltónico recorrería varias ciudades de México y Estados Unidos entre octubre y diciembre, con un total de 28 fechas. Rafael, otro de los miembros de la banda, expresó que su objetivo era seguir creciendo como músicos y llegar a nuevos públicos en todo México antes de expandirse a otros destinos internacionales. En paralelo, Enjambre se encontraba trabajando en su cuarta producción discográfica, con el objetivo de superar los logros de Daltónico y seguir evolucionando en su propuesta musical. El Tour Daltónico incluyó presentaciones en diversas ciudades de México, como Zacatecas, León, Monterrey, Guadalajara, Distrito Federal, y varias otras, además de conciertos en ciudades de Estados Unidos, como Las Vegas, Phoenix, San Diego y Los Ángeles.

### 2012-2013:Los huéspedes del orbe
En 2012 lanzaron su cuarto álbum de estudio llamado Los huéspedes del orbe, conocido también bajo el nombre de Enjambre y los huéspedes del orbe por una confusión con el nombre en la portada del disco, el cual tuvo una buena recepción por parte de los charts de popularidad. El sencillo «Somos ajenos» abrió la producción que estuvo a cargo de Julián Navejas. Temas como «Elemento», «Cámara de faltas» o «Viceversa» llevaron al grupo a pisar escenarios como el Auditorio Nacional de la Ciudad de México. Además de participar como banda sonora en la película mexicana El más buscado, interpretando la canción de «El ordinario». Para la grabación, todos los integrantes viajaron a Texas, concretamente al estudio Sonic Ranch, donde además conocieron al productor inglés, Stephen Short. El disco se encuentra influenciado por la música de los años 60 y 70, específicamente del rock progresivo y los sintetizadores. El arte visual, estuvo a cargo de Rafael y Luis Humberto Navejas tomando inspiración de cómics como Kalimán, Blue Demon, El libro vaquero y The Hardy Boys. Para la iniciación de su promoción realizaron diferentes presentaciones como en el Festival Internacional Cervantino de Guanajuato.
El nombre del álbum, según Luis, refleja el tema central de varias canciones: la fugacidad de la vida. «Somos pasajeros de este mundo, estamos aquí un rato y luego nos vamos», explicó en una entrevista. Este disco fue el que más tiempo de preproducción requirió. Sin embargo, Javier Mejía comentó que la grabación y mezcla se realizaron rápidamente en solo un mes. Aunque este es su segundo trabajo con EMI Music, Enjambre sigue considerándose una banda independiente. Luis destacó que, aunque cuentan con el apoyo de una disquera, aún tienen control sobre decisiones clave como la música y el arte. La portada muestra a niños explorando frente a un hotel, simbolizando la inocencia y el paso fugaz por este mundo. En cuanto a las letras, la banda comentó que sus canciones son abiertas a diversas interpretaciones. Luis, quien a menudo aborda temas personales y espirituales de manera surrealista, explicó que sus letras pueden ser vistas de distintas formas, incluso como una reflexión sobre el país o el amor. Previo a la presentación oficial del disco en el Auditorio Nacional el 30 de noviembre, realizaron algunas fechas de presentación, incluyendo en el Teatro del Pueblo de Fresnillo.

### 2014-2016:Proaño
Para 2014 lanzaron su quinto álbum de estudio Proaño con canciones como «Tulipanes», «Rosa náutica (del piso)», «sábado perpetuo», entre otras. Al igual que Los huéspedes del orbe, el disco fue grabado en los estudios Sonic Ranch en Texas, Estados Unidos. El nombre del disco fue propuesto y tomado formalmente más tarde; hace referencia a la Mina Proaño localizada en la ciudad de Fresnillo, Zacatecas. El álbum fue presentado al público oficialmente el 28 de octubre en Plaza Condesa y fue acompañado de una firma de autógrafos.

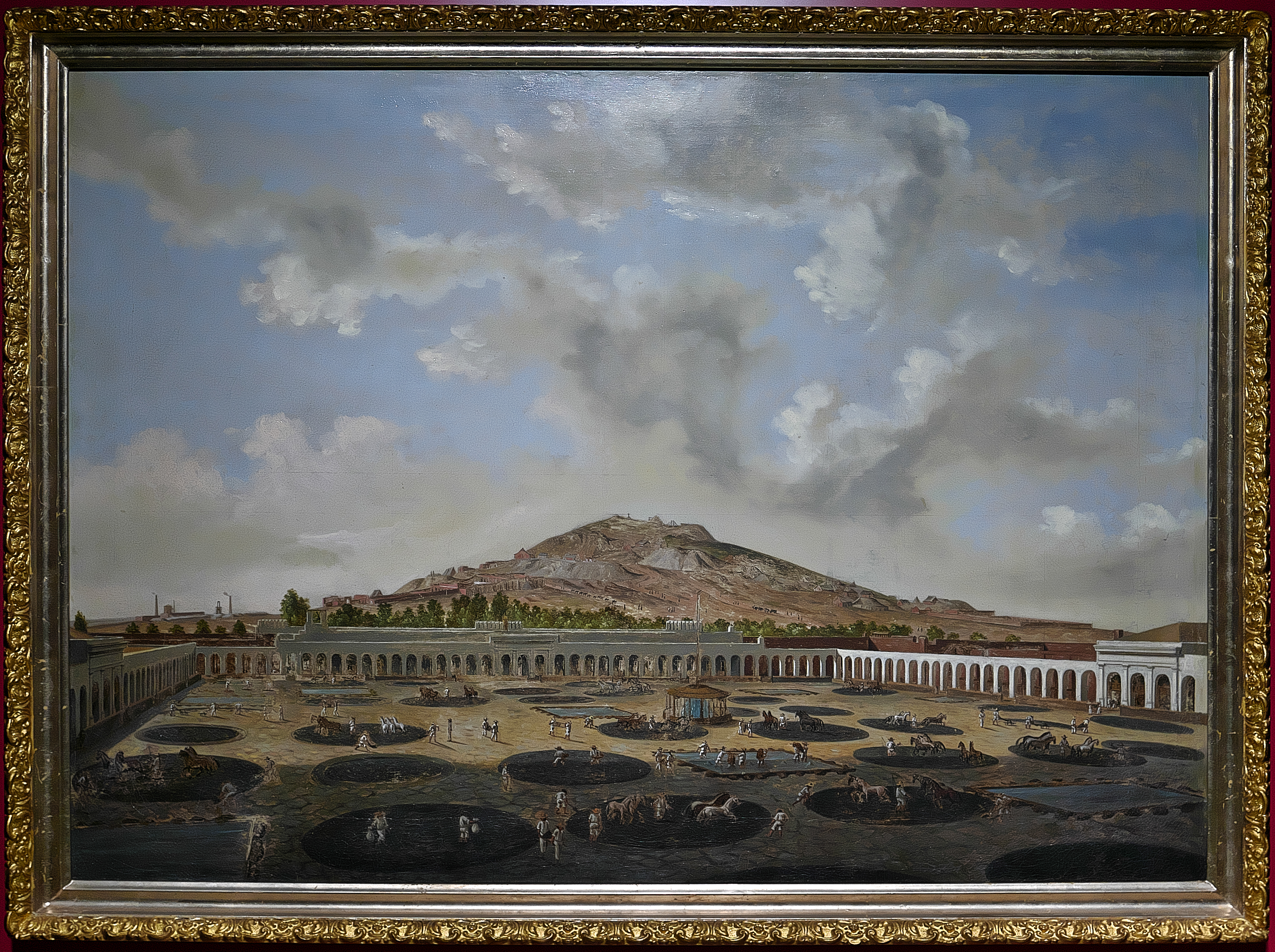
La Mina Proaño fue la fuente de inspiración para su álbum homónimo.

Además Enjambre junto con su discográfica Universal Music Group se aliaron con la empresa de chocolates Crunch de Nestlé, con el objetivo de crear una campaña interactiva a través del Internet, la cual consistió en escanear un código de barras añadido en las envolturas de los chocolates —esto dando como resultado un kilobyte por envoltura—, los fanes tenían que desbloquear 700 mil kilobytes, para desbloquear todas las canciones. Al siguiente año, en 2015, ofrecieron un concierto en el Palacio de los Deportes de la Ciudad de México para el lanzamiento de la versión deluxe del disco. Pedro Rivera, subdirector de mercadotecnia de chocolates en Nestlé, explicó que la campaña buscaba ofrecer contenido digital relevante y diferenciado a los consumidores. La marca quería asociarse con un grupo mexicano de rock menos comercial, sugerido por Universal Music. La campaña tuvo una duración de 8 semanas. Angélica Sánchez, de Universal Music Group, comentó que la alianza buscaba llevar la música a otro tipo de formatos, permitiendo a los fanes acceder al disco antes de su lanzamiento si participaban en la dinámica. Luis Humberto Navejas, expresó que la banda también buscaba una plataforma distinta para llegar a su audiencia, y que, siendo seguidores de proyectos innovadores, les pareció interesante el proyecto con Crunch.  Rivera añadió que los participantes recibirían contenido exclusivo de la banda, como el lanzamiento del video de «Hematófago», primer sencillo del nuevo disco, disponible el 28 de octubre. También se planearon otras actividades, como una firma de autógrafos, que dieron lugar más adelante ese mismo año.

### 2017-2018:Imperfecto extraño

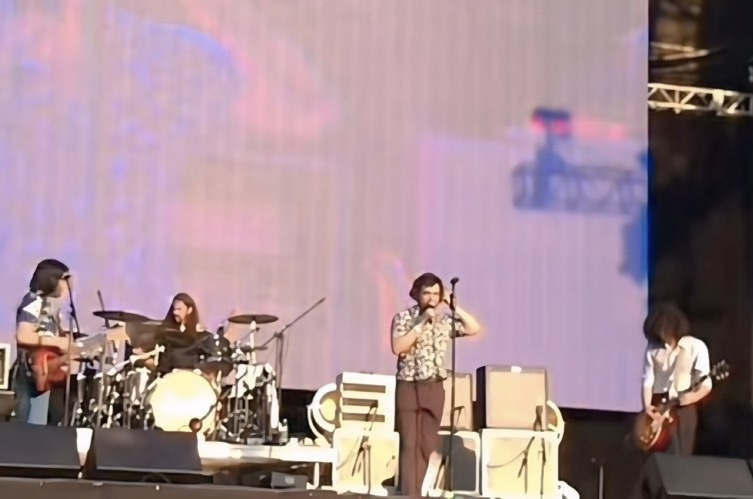
Enjambre durante un concierto en el Vive Latino de 2018.

El 19 de mayo de 2017 anunciaron su sexto álbum de estudio, Imperfecto extraño; lanzaron su primer sencillo «En tu día», el segundo sencillo fue «Tercer tipo», posteriormente «Vida en el espejo» también se convirtió en sencillo con vídeo musical. Finalmente anunciaron un nuevo sencillo del mismo álbum titulado «Y la esperanza». Antes de haber sido lanzados todos los sencillos la banda había tocado algunos de ellos en el Teatro Metropólitan de la Ciudad de México. El álbum mezcla géneros como el rock clásico de los años 70, mayormente impregnado por el productor británico, Phil Vinall. También se puede apreciar una combinación de estilos de bandas como Meat Loaf, Deep Purple, Zoé y Chetes.
Imperfecto extraño fue grabado en los estudios de Sonic Ranch —como sus antecesores— en Texas, pero también en estudios de Jalisco y Guanajuato. En el disco se hizo uso de teclados y sintetizadores retro, asimismo como de cintas magnéticas realizadas en el estudio Testa. Los sencillos estuvieron acompañados de videoclips que contaron con la participación de Benji Estrada. También anunciaron una gira de promoción por México, Estados Unidos y América del Sur. La Gira Imperfecto Extraño recorrió más de 15 ciudades de México, con fechas destacadas como la Feria de San Marcos en Aguascalientes (abril 27), el Teatro Morelos en Toluca (mayo 20), el Teatro Diana en Guadalajara (septiembre 1) y el Pabellón M en Monterrey (septiembre 30).
Su álbum fue llevado a festivales como el Vive Latino y Pal' Norte, así como en escenarios de la Ciudad de México, como el Auditorio Nacional, donde grabaron En vivo desde el Auditorio Nacional, y el Palacio de los Deportes. Al ser preguntados sobre el significado del título del álbum, Luis Humberto explicó que Imperfecto extraño trata sobre la humanidad y la esperanza en el crecimiento personal: «Es hablar sobre el ser humano y lo mucho que puede crecer». El disco contiene 12 canciones, y según los integrantes, su concepción busca transmitir una sensación de unidad, como si cada composición fuera parte de un todo. Luis describió el proceso como algo integral, comparando el álbum con un rompecabezas que, en su conjunto, ofrece una experiencia coherente y contundente. La banda también destacó la importancia de la estética visual de sus álbumes. La portada del disco introduce un concepto bicolor, jugando con la dualidad, y reflejando la modernidad de la banda, que ha crecido junto con la generación milenial, marcada por la era digital y las redes sociales. A pesar de su inclinación por el formato digital, Enjambre expresó su preferencia por el formato físico y reveló que están interesados en lanzar un box-set de sus discos en vinilo en el futuro. En cuanto a colaboraciones, los miembros de la banda comentaron que, aunque no suelen invitar a otros artistas en sus discos, no se cierran a la posibilidad si surge una oportunidad adecuada. «En los discos nunca se nos ocurre invitar a alguien, pero si se da, no estamos cerrados a hacerlo», señaló Luis. Sin embargo, en sus conciertos están abiertos a colaborar con otras bandas y artistas, como sucedió en su presentación en el Auditorio Nacional con la banda uruguaya No Te Va Gustar.

### 2019-2020:Próximos prójimos
Después de distintas giras, regresaron al estudio con el lanzamiento de su primer sencillo «Relámpago» el 5 de julio de 2019 dando inicio a una nueva era. Anterior a la Pandemia de COVID-19, Enjambre publicó algunos temas de su séptimo álbum de estudio, Próximos prójimos. De este álbum se destacaron sencillos como «Siempre tú», «Divergencia», «Alter ego» y «Dolores». El álbum aborda temas que la sociedad enfrenta tales como la dependencia hacía los teléfonos celulares, las computadoras y la tecnología para la vida cotidiana.
Como parte de los estragos que la industria musical atravesó debido al confinamiento por la pandemia de COVID-19 en México, la banda se unió a la serie de conciertos digitales en vivo Irrepetible que OCESA Seitrack organizó en 2020.  En la actuación de dicho concierto presentaron el álbum completo, con las 13 canciones originales que lo integran, vía una transmisión en vivo en la página de Ticketmaster, para más tarde liberarlo en plataformas digitales.
Próximos prójimos fue un disco que homenajeaba los clásicos álbumes conceptuales, pero con una propuesta sonora sofisticada y contemporánea. Con casi dos décadas de trayectoria, Enjambre había consolidado una carrera dentro del rock en español, fusionando influencias de los años setenta y ochenta con elementos musicales propios de la vanguardia del siglo XXI. El disco comienza con un tema instrumental homónimo, de estilo semiambient, que conducía a Luz en las manos, cuyo elaborado arreglo de sintetizador se combinaba con una interacción rítmica entre voz y batería. A continuación, se presentaba «Relámpago», uno de los primeros adelantos del álbum, seguido de «Divergencia», un tema que se destacó por su originalidad y se posicionó como uno de los puntos más altos del disco. Continuaba con «La batalla», que destacó por la interpretación vocal de Luis Humberto, seguida de «Extraños días de abril», un tema acústico que evocaba una atmósfera californiana. «El derrumbe», con un tono melancólico, fue rápidamente aceptado por los seguidores como uno de los temas más emotivos. El disco seguía con «Secuaz», una canción que mostraba sutileza y elegancia, seguido por «Desconfía», una composición de carácter sombrío y reflexivo sobre los problemas sociales. La experimentación sonora regresaba con «Adormecido», un tema marcado por la influencia del indie, mientras que «Alter ego» mantenía la intensidad emocional con una introducción vocal-percusiva que derivaba en una pieza cargada de emociones. El cierre del disco llegaba con «Siempre tú», una balada que, tras un arreglo de cuerdas, se transformaba en un riff de guitarra, y concluía con «Dolores», una fusión de elementos acústicos y electrónicos.

### 2021-2022: Salida de Javier yAmbrosía
La mañana del 12 de junio de 2021 tras colaborar en seis álbumes desde 2007 y por más de 14 años, se anunció mediante un comunicado firmado por todos los integrantes a través de las redes sociales de la banda la salida del guitarrista Javier Mejía por cuestiones personales. El grupo aclaró que no sería la separación de Enjambre. Casi un mes después de la salida de Javier, entraron los primeros cambios en la banda. 

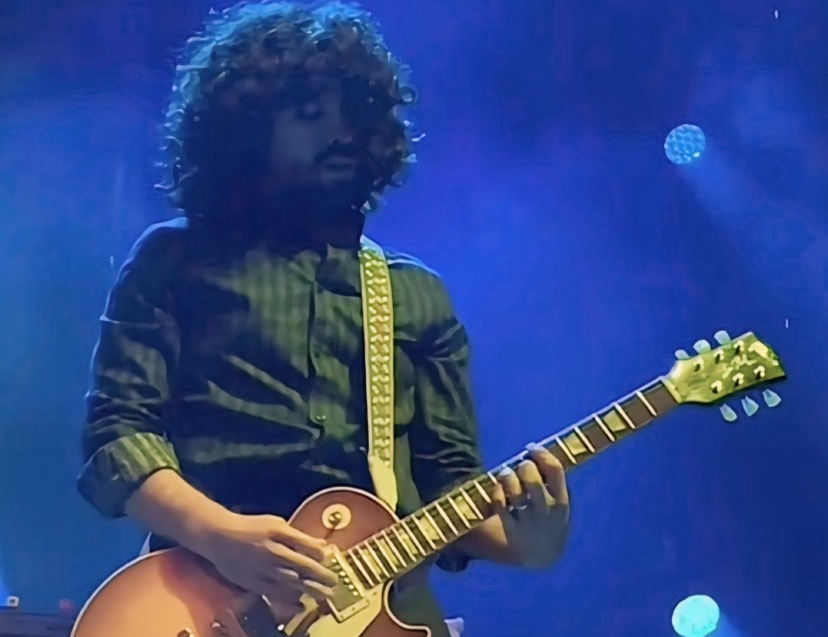
Javier, en un concierto aún con Enjambre, antes de su salida.

El nuevo sencillo «Delorean», un tema dedicado al auto mítico de los años 80 mostrado en la trilogía Volver al futuro, siendo esta su tercera canción completamente interpretada en inglés. En el video musical se hace referencia a la saga de Robert Zemeckis, haciendo alusión también a la escena de la película Back to the Future donde Marty McFly canta «Johnny B. Goode» de Chuck Berry frente a un montón de adolescentes de los años 50. A su vez, se integró por los cambios en el grupo por temporalidad en las presentaciones en vivo, Roger Davila como guitarrista, integrante de Comisario Pantera. Además se apoyaron de su primo Isaac Navejas como otro de los integrantes temporales para las conciertos, este último es diseñador de los artes de la agrupación.
Finalmente, Ambrosía fue lanzado el 27 de octubre de 2021, se trató de su primer extended play, y esta totalmente grabado en inglés, en él se incluyeron cuatro pistas originales, entre ellos «Delorean», «Crash», «Ambrosía» y «Upgrade». El EP fue producido en el espacio que dejó la cuarentena por la pandemia de COVID-19, en el que hicieron un homenaje a sus primeras referencias musicales del rock en inglés, así como al sur de California donde la banda fue fundada. No obstante Ambrosía se grabó en la ciudad de León, Guanajuato, precisamente en el estudio Testa, en poco más de un mes, con sonidos similares a su álbum anterior Próximos prójimos.

### 2023-2024:Noches de salónyTorna noches de salón

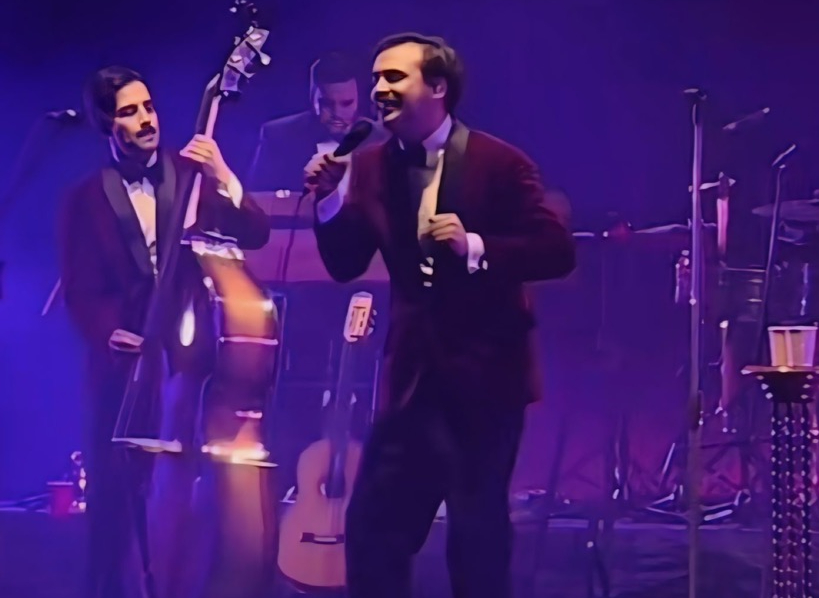
Enjambre en vivo durante un concierto de Noches de salón en el Auditorio Nacional de México.

Noches de salón es el primer álbum en vivo y octavo álbum de estudio, fue lanzado el 31 de agosto de 2023 a través de YouTube, y el 1 de septiembre por plataformas digitales. En él se destacan mezclas de canciones populares de la banda con nuevos lanzamientos. El álbum se grabó en vivo en el Salón Los Ángeles, uno de los salones de baile más antiguos de Ciudad de México. La elección de este lugar histórico detona el carácter íntimo y retro de la producción. Rafael Navejas, miembro de la banda, fue director musical encargado de los nuevos arreglos que incorporan sonidos de los años 40 y 50 rindiendo homenaje a canciones del pasado, acompañado de ocho músicos en escena.
El álbum incluyó canciones conocidas, como «Somos ajenos», «Manía cardíaca», «El derrumbe», y «De nadie», junto con nuevos temas como «El vacío» y «Necrópolis», este último originalmente pensado para su álbum Imperfecto extraño de 2017. La mezcla de lo nuevo con lo antiguo fue reconocido por la crítica, entre ritmos como el bolero, el son cubano y el Danzón. Además anunciaron una gira promocional por toda la República Mexicana, y posteriormenre expandirse a los Estados Unidos, Perú y Uruguay. Para 2024, se lanzó su segundo extended play titulado Torna noches de salón, que incluyó versiones acústicas de «Divergencia», «Vida en el espejo», «Secuaz», y la nueva melodía «Danzón nereidas». La gira del mismo nombre fue un éxito comercial, con más de 60 fechas y cuatro presentaciones agotadas en el Auditorio Nacional de Ciudad de México (los días 13 y 14 de septiembre de 2023, y 13 y 14 de septiembre de 2024).

## Integrantes
| Formación actual - Luis Humberto Navejas - voz (2001-presente) - Rafael Navejas - bajo, coros (2001-presente) - Julián Navejas - teclado, coros guitarra ritmica (2007-presente) - Ángel Sánchez - batería (2007-presente) - Isaac Navejas - guitarra (2023-presente) Otros miembros - Roger Dávila - guitarra (2023-2024) | Exintegrantes - Romeo Navejas - batería (2001-2002) - Nicolás Saavedra - batería (2002-2006) - Osamu Nishitani - guitarra (2002-2006) - Javier Mejía - guitarra, coros (2007-2021) |

Línea de tiempo

## Discografía
| Álbumes de estudio - 2005: Consuelo en domingo - 2008: El segundo es felino - 2010: Daltónico - 2012: Los huéspedes del orbe - 2014: Proaño - 2017: Imperfecto extraño - 2020: Próximos prójimos - 2023: Noches de salón - 2025: Daños luz | EPs - 2002: Demo - 2021: Ambrosia - 2024: Torna noches de salón |

## Giras musicales
Principales
- 2008: El segundo es felino Tour
- 2010: Daltónico Tour
- 2012: Los huéspedes del orbe Tour
- 2014: Proaño Tour
- 2017: Imperfecto extraño Tour
- 2023: Noches de salón Tour
- 2025: Daños Luz Tour

## Filmografía
Películas
| Año  | Título         | Personaje | Director             | Nota         | Ref.   |
| ---- | -------------- | --------- | -------------------- | ------------ | ------ |
| 2014 | El más buscado | Ninguno   | José Manuel Cravioto | Banda sonora | [ 77 ] |

## Videografía
Videos musicales
| Año  | Canción                  | Otro artista | Álbum                  |
| ---- | ------------------------ | ------------ | ---------------------- |
| 2004 | «Biografía»              | Ninguno      | Consuelo en domingo    |
| 2007 | «Manía cardíaca»         | Ninguno      | El segundo es felino   |
| 2009 | «Ausencia de cocina»     | Ninguno      | El segundo es felino   |
| 2009 | «Último tema»            | Ninguno      | El segundo es felino   |
| 2009 | «Impacto»                | Lo Blondo    | El segundo es felino   |
| 2011 | «Visita»                 | Ninguno      | Daltónico              |
| 2011 | «Enemigo»                | Ninguno      | Daltónico              |
| 2011 | «Dulce soledad»          | Ninguno      | Daltónico              |
| 2011 | «Tu yugular dulce hogar» | Ninguno      | Daltónico              |
| 2012 | «Somos ajenos»           | Ninguno      | Los huéspedes del orbe |
| 2012 | «Cámara de faltas»       | Ninguno      | Los huéspedes del orbe |
| 2013 | «Elemento»               | Ninguno      | Los huéspedes del orbe |
| 2014 | «Hematófago»             | Ninguno      | Proaño                 |
| 2015 | «sábado perpetuo»        | Ninguno      | Proaño                 |
| 2015 | «Por esta razón»         | Ninguno      | Proaño                 |
| 2015 | «El ordinario»           | Ninguno      | Sin álbum              |
| 2016 | «De paso»                | Ninguno      | Proaño                 |
| 2017 | «En tu día»              | Ninguno      | Imperfecto extraño     |
| 2017 | «Tercer tipo»            | Lori Meyers  | Imperfecto extraño     |
| 2017 | «Vida en el espejo»      | Ninguno      | Imperfecto extraño     |
| 2019 | «Relámpago»              | Ninguno      | Próximos prójimos      |
| 2019 | «Siempre tú»             | Ninguno      | Próximos prójimos      |
| 2020 | «Divergencia»            | Ninguno      | Próximos prójimos      |
| 2020 | «El derrumbe»            | Ninguno      | Próximos prójimos      |
| 2021 | «Delorean»               | Ninguno      | Ambrosia               |
| 2021 | «Crash»                  | Ninguno      | Ambrosia               |
| 2021 | «Upgrade»                | Ninguno      | Ambrosia               |

## Premios y nominaciones
Premios
| Año  | Entrega         | Entrega                 | Nominación           | Resultado | Ref.   |
| ---- | --------------- | ----------------------- | -------------------- | --------- | ------ |
| 2010 | Premios IMAs    | Productor del año       | El segundo es felino | Ganador   | [ 21 ] |
| 2011 | Premios IMAs    | Banda del año           | Enjambre             | Ganador   | [ 22 ] |
| 2011 | Premios IMAs    | Premio de la gente      | Enjambre             | Ganador   | [ 22 ] |
| 2011 | Premios Telehit | Mejor banda alternativa | Enjambre             | Ganador   | [ 23 ] |

Nominaciones
| Año  | Entrega         | Entrega                | Nominación          | Resultado | Ref.   |
| ---- | --------------- | ---------------------- | ------------------- | --------- | ------ |
| 2006 | Lo Nuestro      | Álbum del año          | Consuelo en domingo | Nominado  | [ 25 ] |
| 2006 | Lo Nuestro      | Canción del año        | «Biografía»         | Nominado  | [ 25 ] |
| 2006 | Lo Nuestro      | Artista del año        | Enjambre            | Nominado  | [ 25 ] |
| 2011 | Premios Telehit | Artista revelación     | Enjambre            | Nominado  | [ 78 ] |
| 2015 | Premios Telehit | Mejor banda de rock    | Enjambre            | Nominado  | [ 79 ] |
| 2015 | MTV EMAs        | Mejor artista latino   | Enjambre            | Nominado  | [ 24 ] |
| 2017 | Premios Telehit | Mejor artista pop/rock | Enjambre            | Nominado  | [ 80 ] |